# Yu Miri
Yu Miri (Japans: 柳美里, Koreaans: 유미리, 1968) is de schrijversnaam van de Japans-Koreaanse schrijver, toneelschrijver en essayist Miri Yu (Yu is haar familienaam). Haar roman Station Tokio Ueno werd in 2022 in het Nederlands vertaald. De Engelse vertaling van deze roman won de National Book Award voor vertaalde literatuur in 2020. Ze schrijft in het Japans, haar moedertaal.

## Leven en werk
Yu Miri werd in 1968 in Japan geboren en woont ook in Japan maar heeft het staatsburgerschap van Zuid-Korea. Ze behoort tot de Koreaanse minderheid in Japan, de Zainichi-Koreanen (Zainichi betekent buitenlandse burger die in Japan woont). Haar moeder vluchtte voor de Koreaanse Oorlog. Yu Miri's leven als Zainichi-Koreaanse in een disfunctioneel gezin vormde haar leven en haar schrijverschap. Ze schreef meer dan 20 romans en won de Japanse Akutagawaprijs voor haar roman Kazoku shinema in 1997. Na de kernramp van Fukushima in 2011, reisde Yu veelvuldig naar het getroffen gebied om via een noodzender een radioprogramma te maken. In 2015 verhuisde Yu Miri van Kamakura naar Fukushima, op 16 kilometer afstand van de kerncentrale van Fukushima, waar ze een boekwinkel opende. Ze gaf drama lessen aan de inwoners van Fukushima om hen te helpen met de verwerking van de ramp.
Haar roman JR Ueno-eki kōenguchi uit 2014 is in meer dan tien talen vertaald, onder meer in het Engels als Tokyo Ueno station door Morgan Giles en het Nederlands als Station Tokio Ueno door Geert van Bremen (JR in de oorspronkelijke titel staat voor Japan Railways). De roman weerspiegelt Yu Miri's betrokkenheid bij het historische geheugen van Japan door de geschiedenis van Japan te verwerken op een manier die in Japan niet vanzelfsprekend is. In de roman richt Yu Miri haar blik op een marginale groep in Japan: de daklozen die in tentenkampen in de parken van Tokio wonen. In de roman vertelt de geest van een dakloze Japanse dagloner zijn levensverhaal. JR Station Ueno is het treinstation bij het Uenopark in Tokio, waar een tentenkamp van daklozen was. Berichten over het verwijderen van daklozen uit het Uenopark vormden voor Yu Miri het beginpunt voor het schrijven van de roman. Ze zag deze meerdere malen tijdens de research voor het boek. De Engelse vertaling won de national book award voor vertaalde literatuur in 2020.
In Japan is Yu Miri controversieel door haar uitgesproken identificatie met Zainichi-Koreanen en houding ten opzichte van Japanse waarden. Ze kreeg te maken met racistische bejegening door rechts-extremisten, die dreigden met bomaanslagen op boekhandels waar ze zou optreden.

## Nederlandse Bibliografie
| Jaar (origineel) | Titel (origineel)     | Titel vertaling (Nederlands) | Jaar (vertaling) | Uitgever (vertaling) | ISBN (vertaling)   | Vertaler         |
| ---------------- | --------------------- | ---------------------------- | ---------------- | -------------------- | ------------------ | ---------------- |
| 2014             | JR Ueno-eki kōenguchi | Station Tokio Ueno           | 2022             | Singel uitgeverijen  | ISBN 9789044545418 | Geert van Bremen |